# Гарпе, Василий Иванович
Василий Иванович (Отто Вильгельм) Гарпе (1762—1814) — генерал-майор Русской императорской армии, участник наполеоновских войн.

## Биография
В 1781 году поступил фурьером в  лейб-гвардии Преображенский полк; в 1783 году произведён в прапорщики Кексгольмского пехотного полка; в 1789 году в чине поручика переведён в гребной флот Нассау-Зигена и участвовал в бою 13 августа близ Роченсальма, за что был произведён в капитаны. В 1790 году с Кексгольмским полком участвовал во взятии шведской батареи на реке Кюмени. Переведённый в 1791 году в Нарвский пехотный полк, Гарпе находился в походах 1792 и 1794 годов против польских инсургентов и во время штурма виленских укреплений был ранен.
В чине подполковника участвовал в кампании 1805 года. За отличие в бою при Шёнграбене был награждён орденом святого Владимира 4 степени с бантом, а под Аустерлицем был контужен ядром в бок. По окончании войны с Францией Нарвский пехотный полк вошёл в состав армии, действовавшей против Турции, и в марте 1807 года Гарпе участвовал с ним в отражении много вылазок из Измаила; в августе 1808 года Гарпе был назначен его командиром, а в январе 1809 года — шефом Навагинского мушкетного полка, находившегося в Торнео, и принял участие в войне со Швецией.
В 1812 году Гарпе, командуя 1-й бригадой 14-й пехотной дивизии, участвовал в сражении при Клястицах (18, 19 и 20 июля), а затем и в сражении под Полоцком (5 и 6 августа). Деятельность Гарпе в этом бою граф Витгенштейн характеризует в своем донесении так:

«Сей храбрый штабс-офицер с примерною отважностью, внушив дух храбрости своим подчиненным, сделал фронтом залп и под пушечными выстрелами, быв впереди, бросился на неприятеля с стремлением в штыки и, опрокинув его, следовал за ним вперед, в порядке нимало не расстраиваясь, до окончания сражения».

За этот бой Гарпе был произведён в генерал-майоры. При взятии Полоцка 8 октября Гарпе с Навагинским полком одним из первых ворвался в город. За этот успех  был награждён орденом святого Георгия 3 степени. В результате боя за Витебск Гарпе взял в плен французского генерала Пюже и полковника Швардо, 10 офицеров и 300 французских солдат и захватил большие запасы хлеба и фуража. За этот успех был награждён орденом святого Владимира 3 степени. 
Раненый под Борисовым, Гарпе отстал от своей бригады и, догнав её, был назначен в отряд Сиверса, с которым 27 января 1813 года участвовал в занятии крепости Пилау. Далее был в делах при Магдебурге, Виттенберге и Лукау. В последнем Гарпе был ранен, но вскоре оправился и принял участие в сражении при Денневице, где снова был ранен, на этот раз смертельно. Скончался 19 февраля 1814 года. Последней наградой ему была золотая шпага, украшенная бриллиантами, с надписью «За храбрость».